# Крагуиш (Хунедоара)
Крагуиш (рум. Crăguiș) насеље је у Румунији у округу Хунедоара у општини Ђенерал Бертхелот. Oпштина се налази на надморској висини од 404 m.

## Становништво
Према подацима из 2002. године у насељу је живело 92 становника, од којих су сви румунске националности.